# Lanna (skrift)

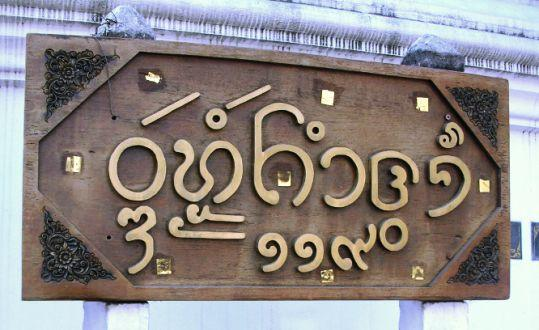
Lannaskrift

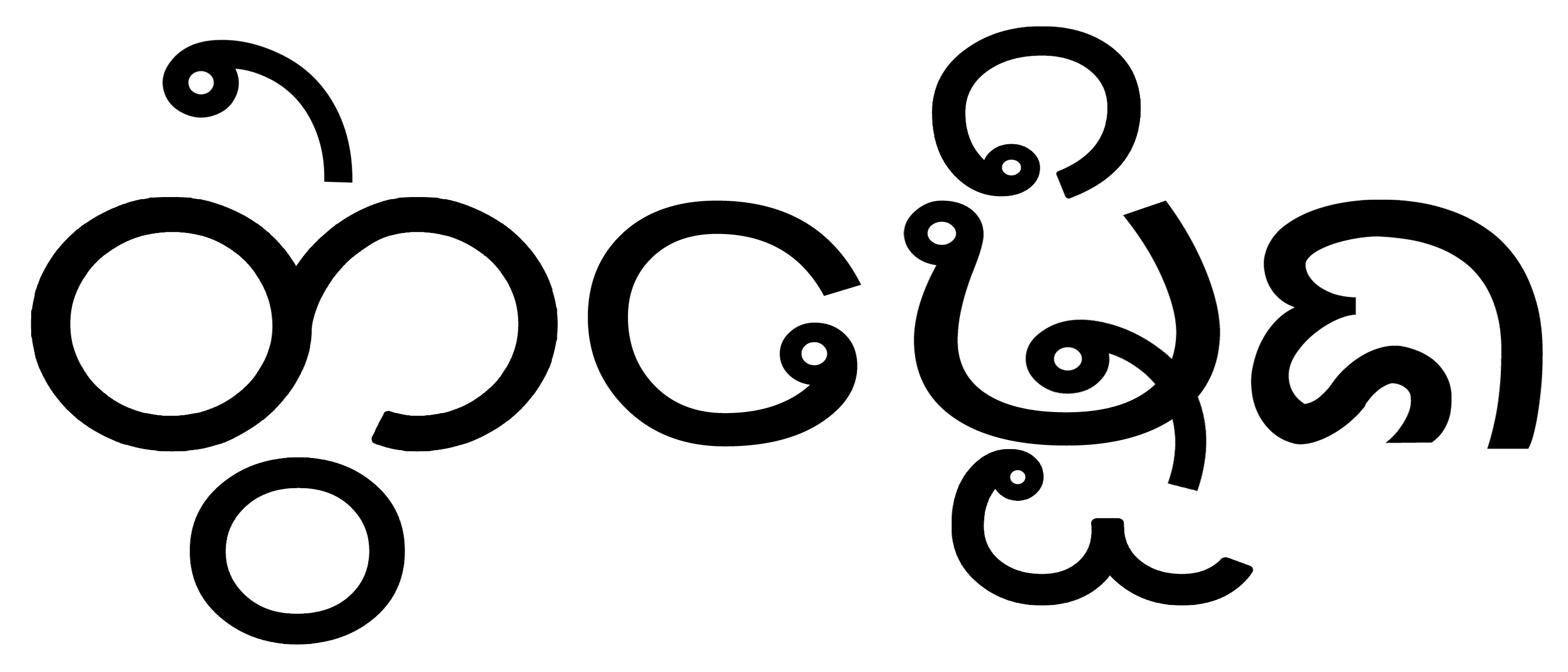
Tua mueang – skriftsystemets namn på nordthai

Lanna, även känt som tham (tai lü: ᦒᧄ) och tua mueang (nordthai: ᨲᩫ᩠ᩅᨾᩮᩬᩥᨦ), är ett skriftsystem som används för att skriva de tre levande språken nordthai (kam mueang), tai lü och khün. Det används också i religiösa sammanhang för att skriva lao tham.

## Användning
Nordthai är nära besläktat med thai och medlem i chiang saeng-familjen. Det talas av närmare 6 000 000 människor i norra Thailand och några tusen i Laos varav endast ett fåtal är skrivkunniga i lanna. Nordthai skrivs numera med thailändsk skrift. Språket har dock sex ordtoner jämfört med thailändskans fem vilket gör att det ibland kan uppstå tvetydigheter. Det finns dock ett vaknande intresse hos den yngre generationen att lära sig lannaskriften. Ett hinder är dock att den moderna talade varianten av nordthai, kallad kammuang, skiljer sig i uttal från den äldre. Konsonantkluster, som fortfarande skrivs ut i lanna, har i stort sett helt försvunnit från kammuang. Tecken tyder på att även de få kvarvarande, som alla har /w/ som andra element, också är på väg att försvinna.
Det finns ungefär 670 000 talare av tai lü spridda mellan Kina, Myanmar, Thailand, Laos och Vietnam. På 1950-talet ersatte kinesiska myndigheter lanna med en ny skrift kallad ny tai lü. Därför är det främst personer födda innan 1950 som behärskar lanna.
Khün, med cirka 120 000 talare i Burma, skrivs endast med lanna.

## Beskrivning
Lanna är en abugida vilket betyder att varje konsonant automatiskt följs av en grundvokal /a/. Vokalen kan sedan förändras med hjälp av olika diakritiska tecken.

### Konsonanter
Konsonanttecken delas upp i två grupper: 33 huvudsakliga konsonanter och 15 tillagda. De huvudsakliga kommer från pali och delas i sin tur upp i två undergrupper: kategoriserade och okategoriserade. De kategoriserade följer den uråldriga brāhmī-layouten där konsonanterna är ordnade i rader efter artikulationsställe. Varje rad (eller serie) är döpt efter dess första bokstav. Till de tillagda konsonanterna räknas de som inte användes för pali men som lagts till för att skriva tai.
De flesta konsonanter har även en bifogad form som används för att skriva konsonantkluster. Till skillnad från de flesta andra brāhmī-baserade skriftsystem så behöver inte en bifogad konsonant betyda att vokalen ska avlägsnas från föregående konsonant. Den kan även fungera som den inledande konsonanten i nästföljande stavelse.
Varje konsonant tillhör en tonklass som tillsammans med ett antal andra faktorer avgör stavelsens ton. I de fall där en konsonant med hög ton saknas för ett visst fonem kan det skrivas som en kombination av två andra konsonanter. Exempelvis skrivs högt nga som en kombination av högt ha och lågt nga.
| ᨠ ká /k/ hög    | ᨡ khá /x/ hög     | ᨣ ka᷇ /k/ låg   | ᨥ kha᷇ /x/ låg     | ᨦ nga᷇ /ŋ/ låg          |
| ᨧ chá /t͡ɕ/ hög  | ᨨ sá /s/ hög      | ᨩ sa᷇ /t͡ɕ/ låg  | ᨫ sa᷇ /s/ låg      | ᨬ nya᷇, ya᷇ /ɲ/, /j/ låg |
| ᨭ la tá /t/ hög | ᨮ la thá /tʰ/ hög | ᨯ da᷇ /d/ medel | ᨰ la tha᷇ /tʰ/ låg | ᨱ la na᷇ /n/ låg        |
| ᨲ tá /t/ hög    | ᨳ thá /tʰ/ hög    | ᨴ ta᷇ /t/ låg   | ᨵ tha᷇ /tʰ/ låg    | ᨶ na᷇ /n/ låg           |
| ᨷ bá /b/ hög    | ᨹ phá /pʰ/ hög    | ᨻ pa᷇ /p/ låg   | ᨽ pha᷇ /pʰ/ låg    | ᨾ ma᷇ /n/ låg           |

| ᨿ nya᷇, ya᷇ /ɲ/, /j/ låg | ᩁ ha᷇, la᷇ /h/, /l/ låg | ᩃ la᷇ /l/ låg | ᩅ wa᷇ /w/ låg |
| ᩆ sa᷇ /s/ låg           | ᩇ sá /s/ hög          | ᩈ sá /s/ hög |              |
| ᩉ há /h/ hög           | ᩊ la᷇ /l/ låg          | ᩋ á /ʔ/ låg  |              |

| ᨢ khá /x/ hög | ᨤ kha᷇ /x/ låg | ᨪ sa᷇ /s/ låg   | ᨸ pá /p/ hög |
| ᨺ fá /f/ hög  | ᨼ fa᷇ /f/ låg  | ᩀ yá /j/ medel | ᩌ ha᷇ /h/ låg |
| ᩓ lāe /lɛ̄ː/   | ᩂ lu᷇e /lɯ᷇ʔ/   | ᩄ lūe /lɯ̄ː/    |              |

Bokstäverna ᨬ och ᨿ (nya᷇) uttalas /ɲa/ i nordthai och /j/ i tai lü.

#### Diakriter
Ett antal mediala och finala konsonanter kan skrivas som diakritiska tecken. De skiljer sig från de bifogade konsonanterna genom att deras användning är mer begränsad.
| Tecken | Exempel | Exempel | Beskrivning                 |
| ------ | ------- | ------- | --------------------------- |
| ᩕ       | ᨠᩕ       | krá     | Medialt /r/                 |
| ᩖ       | ᨠᩖ       | klá     | Medialt /l/                 |
| ᩘ       | ᨠᩘ       | káng    | Finalt /ŋ/                  |
| ᩙ       | ᨠᩙ       | káng    | Finalt /ŋ/                  |
| ᩚ       | ᨽᩚ       | ppha᷇    | Initialt ᨻ pa᷇               |
| ᩛ       | ᨱᩛ       | nthá    | Medialt ᨮ la thá eller ᨻ pa᷇ |
| ᩛ       | ᨻᩛ       | ppa᷇     | Medialt ᨮ la thá eller ᨻ pa᷇ |

### Vokaler
Vokaltecken finns i två former: som fristående bokstäver för att skriva initiala vokaler eller som diakriter som kan fästas på alla sidor om konsonantbokstäverna. Lanna utmärker sig dock vad gäller antalet diakriter som används. Vissa vokalljud kan skrivas med en kombination av så många som fyra diakriter: en på var sida om konsonanten.
| Fristående | Diakrit (med ᨠ) | Diakrit (med ᨠ) | Uttal |
| ---------- | --------------- | --------------- | ----- |
| ᩋ          | ᨠᩡ               | ᨠᩢ               | /a/   |
| ᩋᩣ          | ᨠᩣ               | ᨠᩤ               | /aː/  |
| ᩍ          | ᨠᩥ               |                 | /i/   |
| ᩎ          | ᨠᩦ               |                 | /iː/  |
|            | ᨠᩧ               |                 | /ɯ/   |
|            | ᨠᩨ               |                 | /ɯː/  |
| ᩏ          | ᨠᩩ               |                 | /u/   |
| ᩐ          | ᨠᩪ               |                 | /uː/  |
| ᩑ          | ᨠᩮ               |                 | /eː/  |
|            | ᨠᩯ               |                 | /ɛː/  |
| ᩒ          | ᨠᩰ               |                 | /oː/  |
|            | ᨠᩱ               | ᨠᩲ               | /aj/  |
|            | ᨠᩭ               |                 | /ɔj/  |
|            | ᨠᩴ               | ᨠᩘ               | /aŋ/  |

| Diakriter (med ᨠ) | Diakriter (med ᨠ) | Uttal |
| ----------------- | ----------------- | ----- |
| ᨠᩮᩡ                 |                   | /e/   |
| ᨠᩯᩡ                 |                   | /ɛ/   |
| ᨠᩰᩡ                 | ᨠ᩠ᩅ                | /o/   |
| ᨠᩮᩣ                 |                   | /oː/  |
| ᨠᩰᩬᩡ                 |                   | /ɔ/   |
| ᨠᩬᩴ                 | ᨠᩬ                 | /ɔː/  |
| ᨠᩮᩬᩥᩡ                 | ᨠᩮᩬᩧᩡ                 | /ə/   |
| ᨠᩮᩬᩥ                 | ᨠᩮᩬᩧ                 | /əː/  |
| ᨠᩱ᩠ᨿ                | ᨠᩢ᩠ᨿ                | /aj/  |
| ᨠᩴᩣ                 | ᨠᩴᩤ                 | /am/  |

| Diakriter (med ᨠ) | Diakriter (med ᨠ) | Uttal |
| ----------------- | ----------------- | ----- |
| ᨠ᩠ᨿᩮᩡ                |                   | /ia/  |
| ᨠ᩠ᨿᩮ                | ᨠ᩠ᨿ                | /iːa/ |
| ᨠᩮᩬᩥᩋᩡ                | ᨠᩮᩬᩧᩋᩡ                | /ɯa/  |
| ᨠᩮᩬᩥᩋ                | ᨠᩮᩬᩧᩋ                | /ɯːa/ |
| ᨠ᩠ᩅᩫᩡ                |                   | /ua/  |
| ᨠ᩠ᩅᩫ                |                   | /uːa/ |

Korta vokaler följs av en glottal klusil /ʔ/ om de inte följs av någon annan konsonant.

### Ordtoner
En stavelses ton avgörs av konsonantens klass, vokalens längd, huruvida stavelsen är öppen eller sluten samt eventuell tonmarkör. Nordthai och tai lü använder två tonmarkörer och khün använder ytterligare tre. Dessa skrivs ovanför konsonanten och till höger om en eventuell vokaldiakrit.

### Siffror
Det finns två uppsättningar siffror för lanna: hora och tham. De förra är så gott som identiska med de burmesiska siffrorna och är de som används till vardags. De senare är unika för lanna och används främst i religiösa texter. Siffrorna kan kombineras med bifogade konsonanter för att skapa sammansatta ord.
|      | 0 | 1 | 2 | 3 | 4 | 5 | 6 | 7 | 8 | 9 |
| ---- | - | - | - | - | - | - | - | - | - | - |
| Hora | ᪀ | ᪁ | ᪂ | ᪃ | ᪄ | ᪅ | ᪆ | ᪇ | ᪈ | ᪉ |
| Tham | ᪐ | ᪑ | ᪒ | ᪓ | ᪔ | ᪕ | ᪖ | ᪗ | ᪘ | ᪙ |

## Datoranvändning
Lanna är en del av Unicode-standarden från och med version 5.2 som släpptes i oktober 2009. Det har getts namnet tai tham och har tilldelats blocket U+1A20–U+1AAF.
Ett problem för folk som är vana vid thailändsk skrift är att vokaldiakriterna skrivs ut i en annan ordning. I den thailändska skrivs de ut i visuell ordning: diakriter till vänster om den konsonant de modifierar skrivs ut före själva konsonanten. Lanna följer däremot uttal, i likhet med den khmeriska och den burmesiska skriften: vokaler skrivs alltid ut efter konsonanten, oavsett vilken sida de befinner sig på.